# Fairchild Channel F
| Fairchild Channel F                                                                                 |
| Fairchild Channel F · Logo                                                                          |
| Verkaufsstart und Neupreis                                                                          |
| 1976 für 169,95 USD                                                                                 |
| Hauptprozessor                                                                                      |
| Fairchild 3850 @ 1,8 MHz                                                                            |
| Arbeitsspeicher ab Werk                                                                             |
| 64 Byte                                                                                             |
| Grafikausgabe                                                                                       |
| 64 × 128 in 4 Farben (aus 8) pro Zeile                                                              |
| Tonausgabe                                                                                          |
| 1 Tongenerator (Ausgabe über internen Lautsprecher)                                                 |
| Lieferumfang                                                                                        |
| Computer mit zwei eingebauten Spielen, zwei Controller, Anleitung, zwei Styroporschalen, Verpackung |

Fairchild Channel F ist eine Videospielkonsole des US-amerikanischen Herstellers Fairchild Camera and Instrument Corporation zum Anschluss an einen Fernseher. Sie basiert auf Fairchilds Mikroprozessorsystem F8 und kam 1976 in den Handel. Die Technologie der Konsole wurde an zahlreiche europäische Hersteller lizenziert. Allein in Westdeutschland produzierten mit SABA, ITT Schaub-Lorenz und Nordmende gleich drei größere Hersteller ihre eigenen Varianten: SABA Videoplay, ITT Telematch Processor und Nordmende Color TelePlay.
Mit Fairchilds Gerät verfügte erstmals eine Videospielkonsole über einen programmierbaren Mikroprozessor und austauschbare ROM-Steckmodule. Mit dem Joystick zur Steuerung kam eine weitere Innovation hinzu. Die Leistungsfähigkeit und die Spieleauswahl war jedoch beschränkt, so dass sie mit anderen Geräten derselben Generation – insbesondere mit dem Atari VCS 2600 – trotz eines geringeren Preises nicht konkurrieren konnte. Nachdem die überarbeitete Version Channel F System II ebenfalls gescheitert war, gab Fairchild 1979 seinen Ausstieg aus dem Videospielegeschäft bekannt. Sämtliche Restbestände und technisches Know-how veräußerte Fairchild an Zircon International. Insgesamt wurden mindestens 350.000 Konsolen verkauft.
Nach übereinstimmender Meinung vieler Autoren revolutionierte Fairchilds kaum bekannte Konsole die Videospielbranche sowohl in technischer und wirtschaftlicher als auch kultureller Hinsicht.

## Geschichte
1972 erschien mit der Odyssey von Magnavox die erste Videospielkonsole. Nur zwei Jahre später begannen verschiedene Unternehmen mit den Entwicklungsarbeiten für eine neue Konsolengeneration. Im Gegensatz beispielsweise zur Odyssey mit ihren festverdrahteten diskreten elektronischen Baugruppen sollten diese Geräte über einen Mikroprozessor verfügen und damit programmierbar sein.
Den ersten funktionstüchtigen Prototypen dieser neuen Konsolengeneration konstruierte 1974 das US-amerikanische Unternehmen Alpex Computer Corporation. Ihr Gerät Remote Access Video Entertainment oder kurz Raven basierte auf dem ebenfalls 1974 erschienenen Mikroprozessor Intel 8080. Ein Spiel wurde nun nicht mehr durch fest verlötete Transistoren und Logikgatter, sondern durch Programmanweisungen realisiert, die der Mikroprozessor aus einem Speichermedium las und abarbeitete. Auf ein und derselben Konsole konnten damit erstmals verschiedene – auch zukünftig zu erstellende – Spiele ausgeführt werden. Ihr Austausch erforderte lediglich den Austausch des entsprechenden Speichermediums. Alpex wählte dafür robusten Festwertspeicher in Form von elektronischen EPROM-Bausteinen, die auf steckbaren und damit auswechselbaren Platinen verbaut werden konnten. Die Abmessungen und Kosten einer solchen Platine waren im Vergleich zu der in ihrer Gesamtheit auszutauschenden Konsole der alten Generation zudem sehr viel geringer. Durch diese Wandlung von Hard- zu Software eröffneten sich für die Vermarktung von Videospielen völlig neue Möglichkeiten.

### Entwicklung

Auf der Suche nach finanzkräftigen Lizenznehmern stellte Alpex sein patentiertes Gerät nebst zweier Spiele Tennis und Hockey im Jahr 1975 auch dem US-amerikanischen Unternehmen Fairchild Camera and Instrument Corp. vor. Fairchild zeigte sich interessiert, bestand jedoch darauf, die Konsole mit einem Mikroprozessor aus seiner eigenen Halbleitersparte auszurüsten. Die Leitung einer entsprechenden Machbarkeitsstudie mit dem Codenamen Stratos übertrug Fairchild seinem Ingenieur Gerald A. Lawson, der bereits über Erfahrungen mit Arcadeautomaten verfügte. In Zusammenarbeit mit den Konstrukteuren von Alpex modifizierte Lawson und sein Entwicklerteam die Raven-Konsole und ersetzte Intels 8080-System durch Fairchilds Mikroprozessorchipsatz F8. Zudem entfiel die ursprünglich von Alpex vorgesehene Tastatur zugunsten eines von Lawson erdachten neuartigen Bediengeräts. Dieser 8-Wege-Joystick verfügte über wesentlich mehr Steuerungsoptionen als die bis dahin in Konsolen eingesetzten Drehregler. Eine abschließende Einschätzung der im Projekt Stratos gewonnenen Erkenntnisse, die auch eine Studie zur Gehäusegestaltung von Nicholas F. Talesfore enthielt, wurde der Firmenleitung am 26. November 1975 vorgestellt. Auch angesichts der ebenfalls vorgelegten prognostizierten Verkaufszahlen beschloss Fairchild kurz darauf den Bau des Video Entertainment System.
Als eine der großen Herausforderungen bei der Überführung in die Produktionsreife erwies sich die Miniaturisierung der elektronischen Komponenten. Technisches Neuland stellte auch die Anfang 1976 begonnene Konstruktion eines sicheren und bedienungsfreundlichen Wechselsystems für die Spieleplatinen dar. Als ebenso schwierig erwies sich die alltagstaugliche Umsetzung des von Lawson vorgeschlagenen Joysticks. Letzte Arbeiten schlossen die Konstrukteure im August 1976 ab und ließen sich anschließend das Gerät mit all seinen neuartigen Komponenten patentieren. Die meisten der technischen Lösungen gehen dabei auf den Maschinenbauingenieur Ronald A. Smith zurück, die Formgebung der Konsolenkomponenten auf den Industriedesigner Nicholas F. Talesfore. Der Abnahmetest zur elektromagnetischen Verträglichkeit durch die US-amerikanische Federal Communications Commission (FCC) wurde im Oktober erfolgreich absolviert – eine maßgebliche Voraussetzung zum Marktzugang des Gerätes in Nordamerika.

### Vermarktung

#### Vorstellung und Lieferschwierigkeiten
Noch während der Entwicklungsarbeiten stellte Fairchild seine Konsole im Juni 1976 auf der damals weltgrößten Unterhaltungselektronikmesse, der Consumer Electronics Show, in Chicago der Weltöffentlichkeit vor. Allerdings handelte es sich dabei um eine bloße Schauattrappe ohne jegliche Funktionalität, so dass das Interesse daran gering ausfiel. Erstes größeres nationales Aufsehen erregte Fairchilds neues Gerät im Juli durch einen Bericht in der auflagenstarken US-Zeitung Business Week, die der Konsole eine Vorreiterrolle im aufkommenden Zeitalter der Mikroprozessoren zubilligte. Die möglicherweise schon zuvor gestartete Vermarktungskampagne oblag der Werbeagentur Peter Chope and Associates. Auf deren Anraten änderte der Hersteller den Konsolennamen in Channel Fun oder kurz Channel F. Bereits auf der Third Pennsylvania Hi Fi/Stereo Expo, die am 18. und 19. Oktober stattfand, stellte Fairchild seine Konsole unter dem neuen Namen vor. Der Hersteller kündigte die Auslieferung erster Geräte für Anfang November 1976 an, der unverbindliche Verkaufspreis sollte 149,95 US-Dollar betragen. Nach dem Verkaufsstart trugen aus unbekannten Gründen nur die Umverpackungen und die Spiele die neue Bezeichnung Channel F. Das Typenschild wies die Konsole dagegen noch als Video Entertainment System aus; ein Umstand, der sich auch später nicht mehr ändern sollte.
Eine verkaufsbegleitende Werbebroschüre von 1976 offerierte die Konsole als „wahrhaftes Unterhaltungssystem“ für alle Altersgruppen und Familienmitglieder, denn die neue Steckmodultechnik biete jedem das passende Lern- oder Spielerlebnis. Durch den ebenfalls angekündigten monatlichen Steckmodulnachschub – bei Verkaufsstart waren lediglich drei verschiedene Spiele erhältlich – würde das heimische Fernsehgerät niemals langweilig und das Fernsehzimmer „im Handumdrehen“ in eine Freizeitzentrale verwandelt werden. Die von der FCC vorgeschriebenen individuellen und damit zeitaufwendigen Abnahmen jeder einzelnen Konsole und jedes einzelnen Steckmoduls indes machten eine Auslieferung des Geräts in der nachgefragten Menge unmöglich. Zum Weihnachtsgeschäft 1976 gelangte daher nur ein vergleichsweise kleines Kontingent in den Handel. Die Konsole mit ihren beiden fest eingebauten Spielen Tennis und Hockey kostete Ende 1976 bei der US-amerikanischen Kaufhauskette J. C. Penney 169,95 US-Dollar. Die separat verkauften Spielmodule konnten beim selben Anbieter für 19,95 US-Dollar erworben werden.

#### Lizenzgeschäft in Europa und Dedicated Console Crash 1977
Nach dem US-amerikanischen Verkaufsstart, der von einigen Publikationen auch mit August 1976 angegeben wird, stellte Fairchild seine neue Konsole in Europa vor. Ende November 1976 war das „Fairchild-TV-Spiel“ beispielsweise auf der Technikmesse electronica, die in München stattfand, zu sehen.
Als einer der ersten Lizenznehmer kündigte der Schwarzwälder Rundfunkgerätehersteller SABA im April 1977 eine für den deutschen Markt bestimmte Version der Konsole an. Dieser SABA Videoplay genannte Nachbau wurde zusammen mit acht Spielmodulen erstmals im August 1977 auf der Internationalen Funkausstellung in Berlin einem größeren Publikum vorgestellt. SABAs Produktkatalog von 1977 pries das Gerät mit seinen „Videocart-Cassetten“ als „das neue Unterhaltungssystem für die ganze Familie“ und als „ein ganz neues System für aktives Fernsehen“ an. Denn gegenüber „allen bereits auf dem Markt befindlichen Spielen“ hätte es den entscheidenden Vorteil, durch neue Spiele „laufend“ erweitert werden zu können. Für die Produktwerbung bemühte SABA Printmedien wie etwa das Lifestyle-Magazin Playboy und die auf Kinder zugeschnittene Fernsehzeitschrift Siehste. Das Gerät kam Ende 1977 in den Versand- und Einzelhandel und kostete etwa 500 DM, die Spiele jeweils ca. 50 DM. In anderen europäischen Ländern war Fairchilds Konsole unter den Namen Barco Challenger (Belgien), Emerson Videoplay (Italien, Preis Ende 1978 320.000 Lira), Dumont Videoplay (Italien) und Luxor Video Entertainment Computer (Schweden) erhältlich. In vermutlich nur sehr geringer Auflage erschien die Konsole auch in Japan, dort – wie in Nordamerika auch – unter der Bezeichnung Channel F. Marubeni Housing Equipment Sales bot sie 1977 für 128.000 Yen und die Module für jeweils 9.800 Yen an.
Während das Lizenzgeschäft in Europa anlief, wurde der Videospielemarkt in den USA zunehmend mit Konsolen älterer Bauart überflutet. Viele Hersteller mussten wegen des Überangebots ihre Geräte zu Preisen anbieten, die teilweise unterhalb der Herstellungskosten lagen. Zu diesem ruinösen Preisverfall, dem Dedicated Console Crash 1977, kam Ende des Jahres mit Erscheinen des technisch überlegenen Atari VCS 2600 zudem noch ein direkter Konkurrent für Fairchilds Channel F in den Handel. Ataris neue Konsole war zwar teurer und verfügte Ende 1977 lediglich über neun Spieletitel, doch konnte Atari dafür mit Umsetzungen beliebter Arcadeautomaten aufwarten. Obwohl Fairchild sein Spieleangebot auf insgesamt 17 Titel ausgebaut hatte, verfiel der Preis ihrer mittlerweile veralteten Konsole zusehends. Auch J. C. Penney senkte bis zum Januar 1978 seinen Verkaufspreis – auf 99,99 US-Dollar. Anfang 1978 hatte Fairchild etwa 250.000 Geräte verkauft und für 1978 die Herstellung von weiteren 200.000 Konsolen geplant.

#### Channel F System II und Übernahme durch Zircon International

Angesichts der sich zuspitzenden Konkurrenzsituation überarbeitete Fairchild 1978 seine Konsole, um besser mit dem Atari VCS 2600 mithalten zu können. Das Channel F System II erhielt ein eleganteres Gehäuse mit steckbaren Joysticks und kostengünstigere Elektronikbaugruppen. Im Juni konnte das neue Gerät auf der Consumer Electronics Show besichtigt werden. Im Rahmen der sich ab November anschließenden Werbeoffensive engagierte man den bekannten US-Schauspieler Milton Berle als Markenbotschafter, um die Verkaufszahlen durch humorvolle Zeitungsanzeigen und TV-Werbespots zu steigern.

1978 erschienen mit dem ITT Telematch Processor und dem Nordmende Color TelePlay μP zwei Konsolenvarianten deutscher Lizenznehmer, die auf Fairchilds revisioniertem Gerät basierten. In seinem Gesamtprogramm von 1978/79 betonte ITT Schaub-Lorenz in der Produktbeschreibung, dass für ein „begeisterndes und variationsreiches Lehr- und Unterhaltungsmedium“ „modernste Mikroprozessortechnik“ eingesetzt werde. Der Unterhaltungselektronikhersteller Nordmende hob in seinem Produktkatalog von 1978/79 vor allem die Vielseitigkeit und den Unterhaltungswert seiner Konsole hervor: „Viel mehr als nur Spielerei: Nordmende TelePlay μP – mit einem vielseitigen Mikro-Prozessor, mit dem man spielen und spielend lernen kann“ und „Wenn das Fernsehenprogramm zum Gähnen ist – TelePlay-Kassette einlegen und auf dem Bildschirm wird’s spannend“. Der ITT Telematch Processor kostete Anfang 1979 etwa 490 DM, die Spiele jeweils 48 DM. SABA veröffentlichte mit dem SABA Videoplay 2 eine aktualisierte Version seiner Konsole, die ebenfalls alle Neuerungen von Fairchild enthielt. In anderen europäischen Ländern boten Ingelen (Telematch Processor, Österreich), Luxor (Luxor Video Entertainment Computer, Schweden) und Adam Imports (Adman Grandstand Video Entertainment Computer, 1978, Großbritannien) Lizenzversionen des System II an.
Die überholte Konsole mit einem Preis von 125 bis 150 US-Dollar wurde jedoch – vor allem im umsatzstarken Weihnachtsgeschäft 1978 – von den potentiellen Käufern in Nordamerika nicht angenommen. Fairchild gab daraufhin Anfang 1979 sein Engagement im Videokonsolenbereich auf. Restbestände und sämtliches technisches Know-how übernahm das in den USA ansässige Unternehmen Zircon International Inc. Bis zu diesem Zeitpunkt hatte Fairchild laut dem Journalisten Benj Edwards etwa 350.000 Konsolen verkaufen können. Die US-amerikanische Zeitschrift Videogaming Illustrated nennt dagegen 400.000 Geräte.

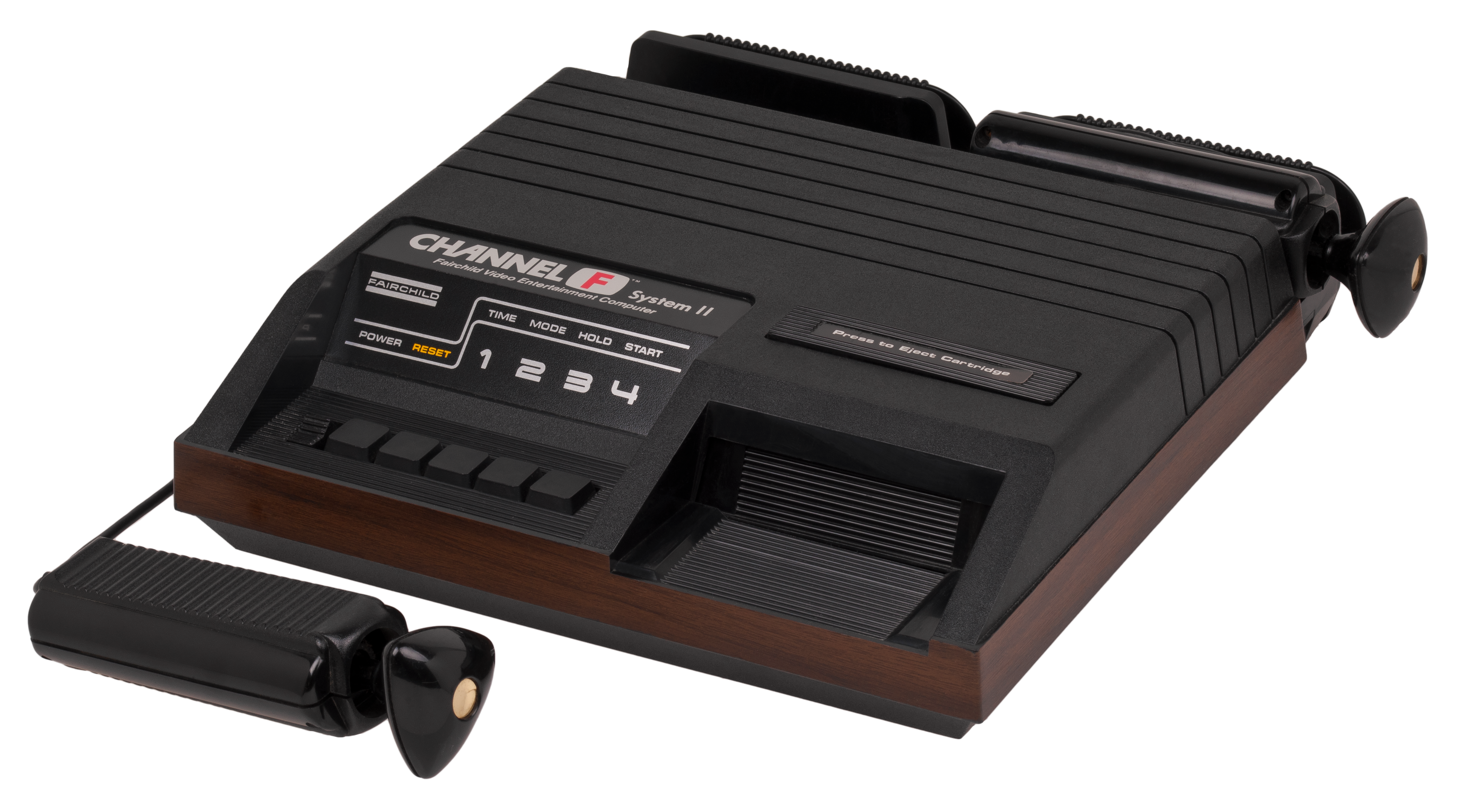
Channel F System II
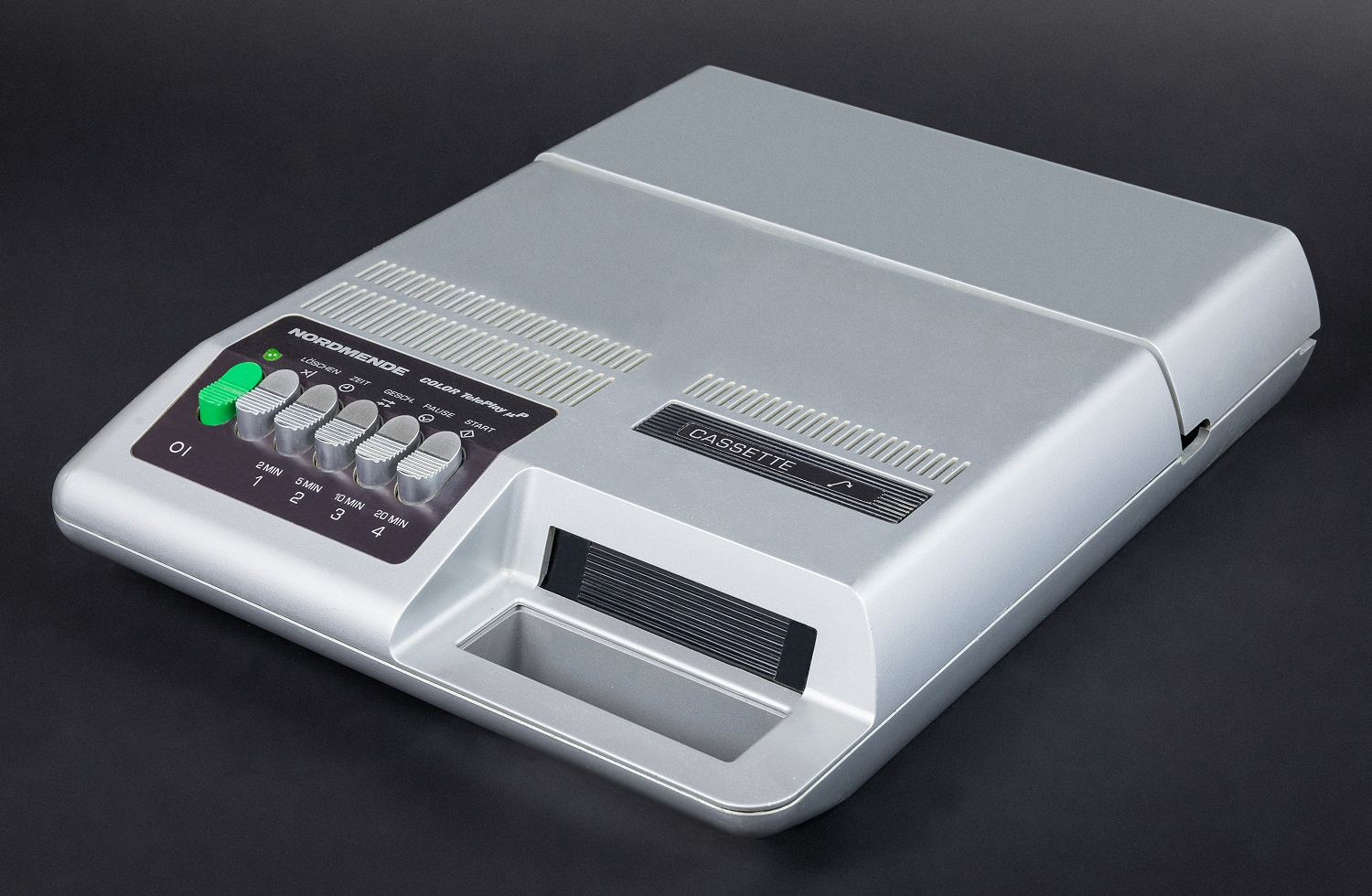
Nordmende Color TelePlay
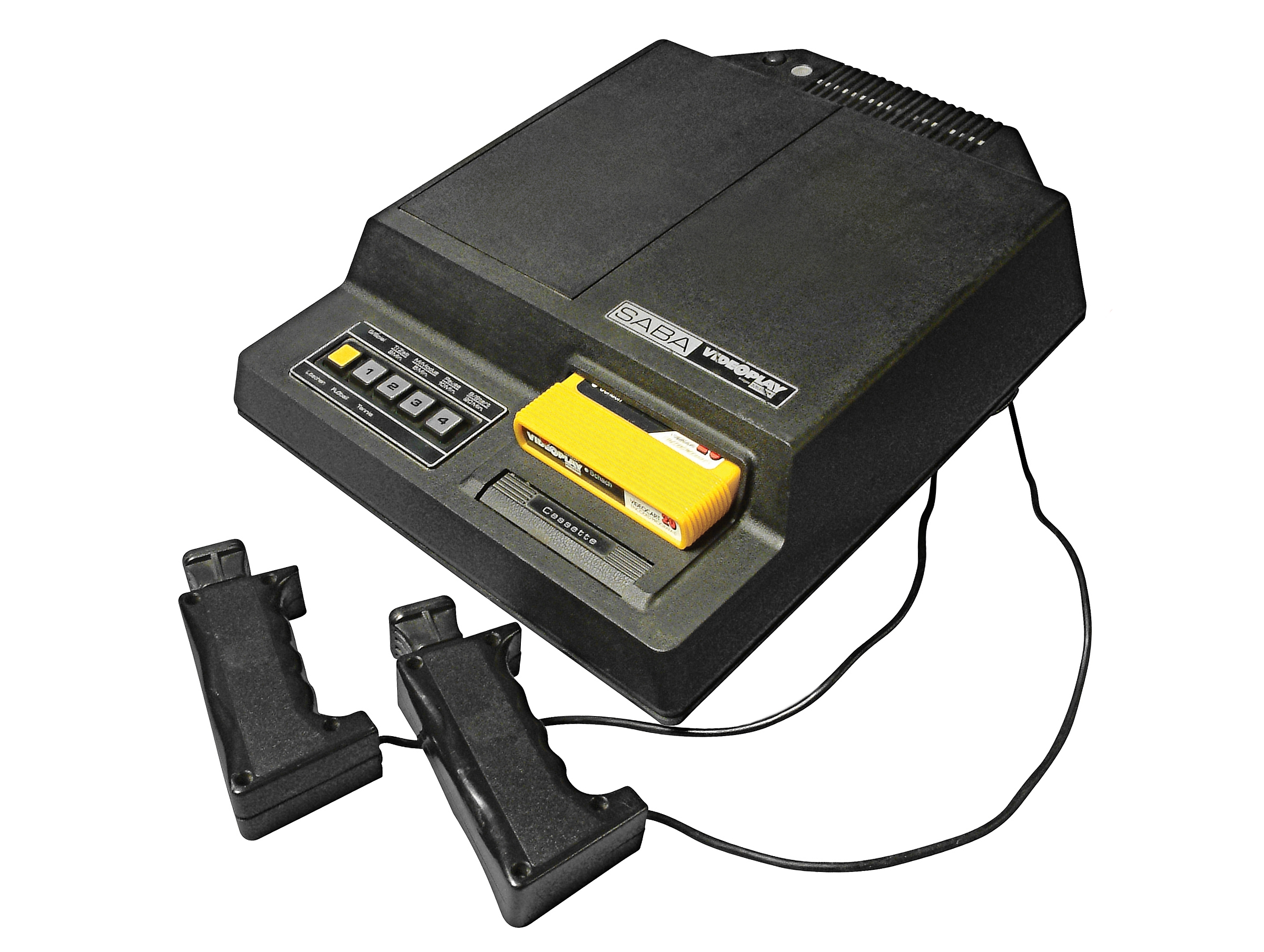
SABA Videoplay 2
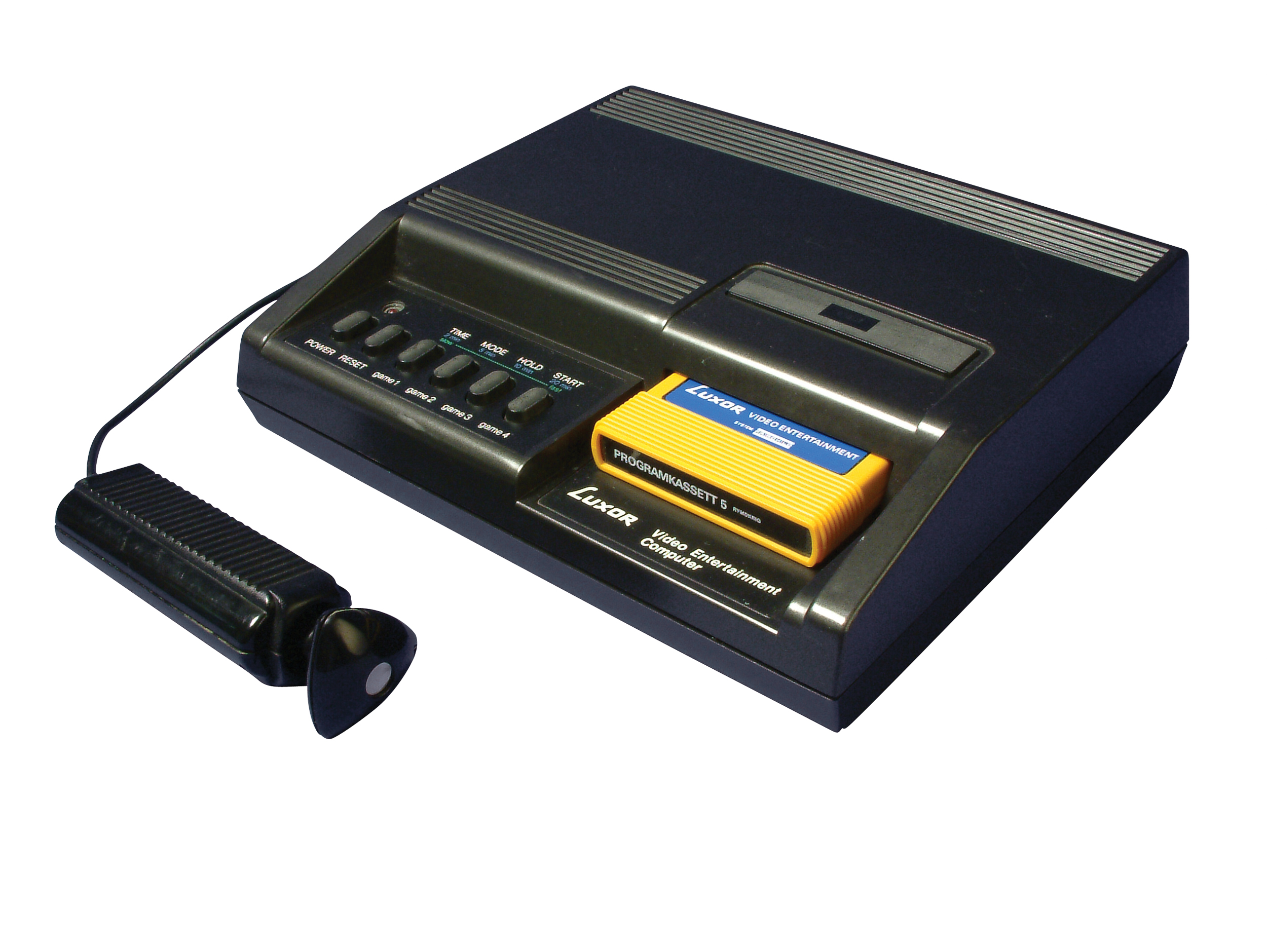
Luxor Video Entertainment Computer

## Technische Details
Im vorderen Teil des gestuften Plastikgehäuses befindet sich der Aufnahmeschacht für das Steckmodul und ein Tastenpult zur Steuerung des Geräts. Die fest mit dem Gerät verbundenen Joysticks können nach Gebrauch in einer abdeckbaren Gehäusemulde verstaut werden. Das Netzteil und alle elektronischen Komponenten sind im Gehäuseinneren verbaut.

### Hauptprozessor, Speicher und Systemsoftware
Die Spielkonsole basiert auf dem 8-Bit-Mikroprozessor Fairchild 3850. Im Allgemeinen bildet er die zentrale Komponente (CPU) eines Verbunds von weiteren aufeinander abgestimmten Beschaltungsbausteinen, des Mikroprozessorsystems F8. Allerdings sind in Fairchilds Konsole wegen ihrer gewollt einfach gehaltenen Architektur neben dem 3850 lediglich die Festwertspeicher des F8-Systems verbaut. Die CPU dieser einfachsten aller Konfigurationen kann auf einen Adressraum von 65536 Byte zugreifen, was auch die theoretisch mögliche Obergrenze des Arbeitsspeichers von 64 Kilobytes (KB) festlegt. Der Systemtakt in Fairchilds Konsole beträgt 1,8 MHz, bei den in Lizenz produzierten europäischen PAL-Varianten dagegen 2 MHz.

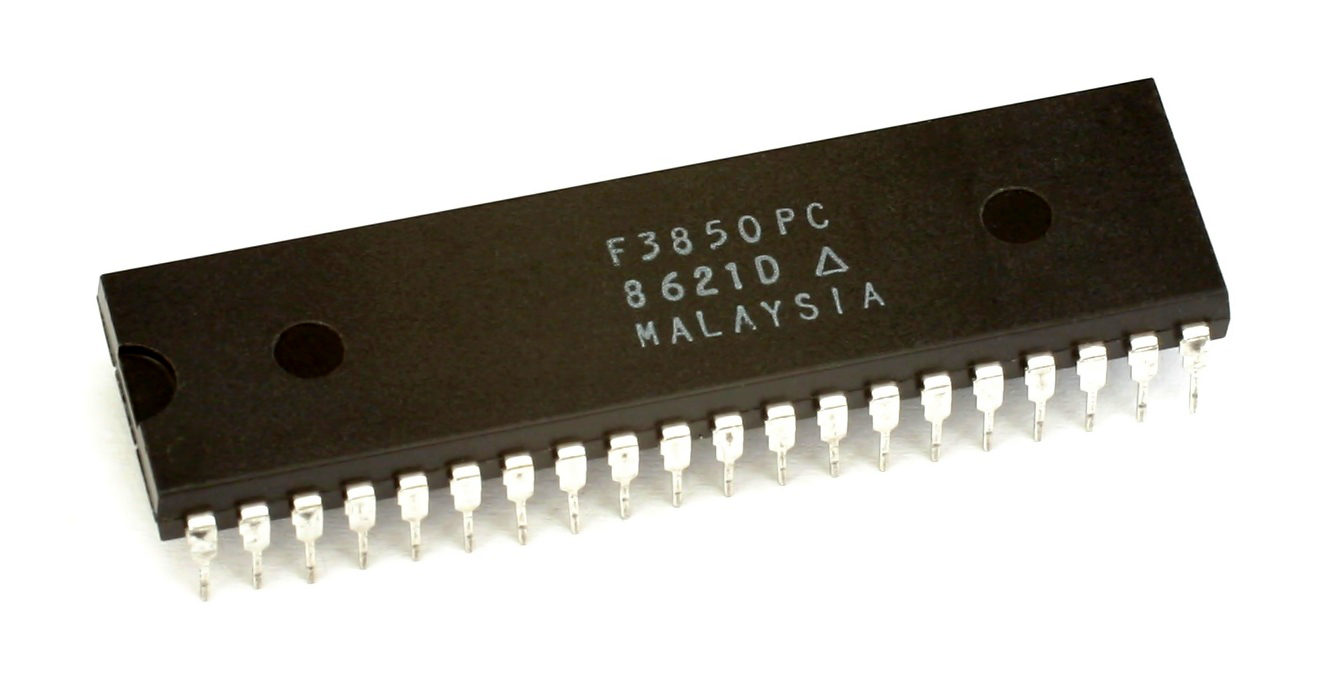
Fairchild 3850

Im Gegensatz zu anderen zeitgenössischen Mikroprozessorensystemen wie etwa denen von Intel oder von MOS Technology basiert die Kommunikation der Bestandteile von Fairchilds F8-System auf einer besonderen Technik. Dadurch kann die CPU in ihrem 40-poligen Gehäuse Ein-/Ausgabeoperationen selbst abwickeln und sie beinhaltet zudem 64 Byte Arbeitsspeicher (scratchpad RAM), die für viele zeitgenössische Anwendungen völlig ausreichend waren. Damit entfielen zusätzliche elektronische Bausteine wie beispielsweise für die Ein- und Ausgabe, was wiederum zu einer Kosten- und Platzersparnis führte. Diese Vorteile wurden allerdings um den Preis einer vergleichsweise anspruchsvollen Programmierung des Systems erkauft. Neben den 64 Byte RAM der CPU verfügt die Konsole über weitere 2 KB Video-RAM. Er dient als Framebuffer für die Bildinhalte und ist anderweitig nicht nutzbar. Sollte der von der Konsole bereitgestellte Arbeitsspeicher nicht ausreichen, lässt sich weiterer durch entsprechend konstruierte Steckmodule nachrüsten. Beispielsweise enthält das von SABA produzierte Spiel Schach 2 KB frei verwendbaren Arbeitsspeicher, um die Tiefe der von der Konsole berechneten Spielzüge erhöhen zu können.
Unmittelbar nach dem Einschalten des Geräts wird die im Festwertspeicher hinterlegte Systemsoftware (BIOS) aktiviert und die Konsole initialisiert. Ist kein Spielmodul eingesteckt, kann der Benutzer eines der beiden eingebauten Spiele Hockey oder Tennis per Tastenpult starten. Weitere Tasten erlauben in Zusammenarbeit mit dem BIOS das Pausieren oder Verlängern eines Spiels. Das Betriebssystem stellt zudem einige in Spielen häufig benötigte Unterprogramme beispielsweise zum Löschen des Bildschirms und für eine vereinfachte Speicherverwaltung bereit. Darüber hinaus sind auch Zeichenmuster für Ziffern enthalten, die von eingesteckten Spielmodulen abgerufen und auf dem Bildschirm dargestellt werden können.

### Grafik- und Tonerzeugung

Darstellbare Farben
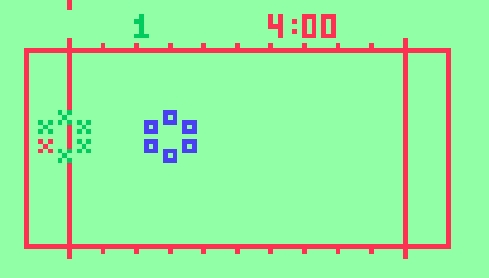
Screenshot von Pro Football

Mit der Konsole können insgesamt 64 Bildzeilen zu jeweils 128 Bildpunkten am Fernsehgerät ausgegeben werden. Allerdings ist es nicht sinnvoll, alle Bildpunkte auch zu nutzen, weil es durch die Wölbung zeitgenössischer Bildröhren zu störenden Verzerrungen in deren Randbereich kommt. Aus diesem Grund unterstützt die Systemsoftware der Konsole lediglich einen kleineren Anzeigebereich. Fairchild wählte für diesen rechteckigen Ausschnitt die Größe von 102 horizontalen und 58 vertikalen Bildpunkten. Jedem der Bildpunkte lässt sich eine der acht möglichen Farben zuordnen, wobei pro Zeile höchstens vier Farben gleichzeitig dargestellt werden können. Die grafischen Inhalte werden vom Hauptprozessor zunächst im Video-RAM hinterlegt. Das eigentliche Fernsehbild wird dann durch eine Grafikbaugruppe nebst nachgeschaltetem HF-Modulator aus den Daten im Video-RAM erzeugt. Fairchilds Konsole verfügt dabei über keinen hochintegrierten Grafikbaustein wie etwa Ataris Gerät mit seinem Television Interface Adaptor. Vielmehr besteht die Grafikbaugruppe aus elektronischen Standardbauelementen. Ebenso einfach umgesetzt ist die Tonerzeugung. Es sind lediglich Töne in drei verschiedenen Frequenzen über einen in der Konsole eingebauten Lautsprecher abspielbar.

### Joysticks, Bedienpult und Steckmodule

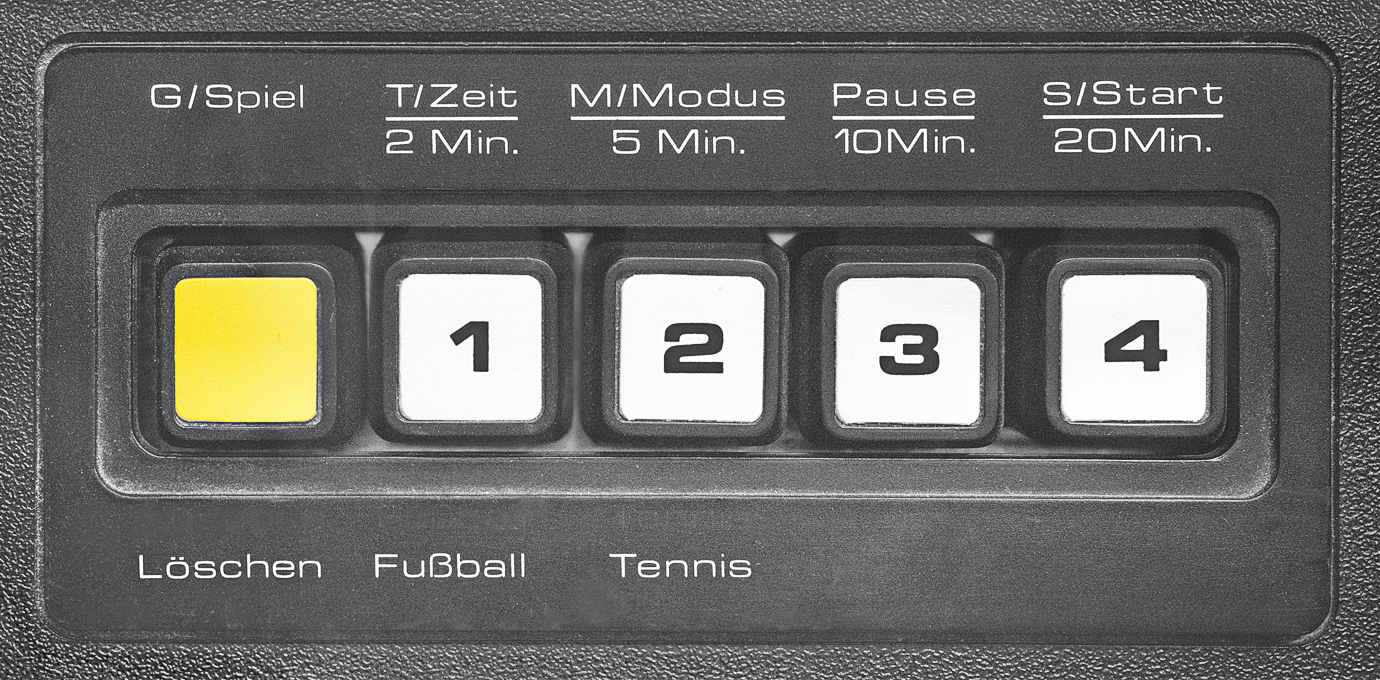
Tasten zur Bedienung (SABA Videoplay)

Fairchild selbst bezeichnet in seiner Patentschrift die Bedienelemente der Konsole als „hand controller“, in deren Gehäuse ein beweglich gelagerter „joy stick“ mit aufgesetztem dreieckigem Kontrollknauf eingelassen ist. Der Plastikstab mit dem darauf montierten Knauf kann in acht Richtungen bewegt werden, im Gegensatz zu den Drehreglern der Konsolen älterer Bauart. Zudem lässt er sich in zwei Richtungen etwa fünf Grad drehen, herausziehen, aber auch durch Druck versenken. Da kein gesonderter Feuerknopf vorhanden ist, wurde stattdessen die Druckmöglichkeit des Knaufes beispielsweise zum Schießen von Bällen verwendet. Die Zugfunktion diente dagegen häufig zum Starten und Rücksetzen von Spielen.
Es existieren zwei verschiedene Bauarten des Joysticks, die sich hauptsächlich in der Form des Knaufs und der Form des Gehäuses unterscheiden. Bei der revisionierten Variante ist der Knauf nun viereckig und das Gehäuse in „Pilotengriff-Form“ ergonomischer gestaltet.
Die auch Cartridge genannten Speichermedien enthalten jeweils eine Platine mit Kontaktzungen, die durch eine bewegliche Plastikabschirmung geschützt werden. Die Plastikabschirmung verhindert zudem unerwünschte elektrostatische Entladungsprozesse beim Einstecken oder Entfernen des Steckmoduls, die zu Beschädigungen an den empfindlichen elektronischen Bauelementen von Konsole und Cartridge führen können. Befindet sich ein Steckmodul in der Konsole, ist gleichzeitig die Plastikabschirmung durch einen speziellen Mechanismus zur Seite geklappt und eine leitende Verbindung mit der Elektronik im Konsoleninneren hergestellt. Damit kann der Mikroprozessor mit dem Auslesen der beiden auf der Steckmodulplatine befindlichen Festwertspeicher beginnen, deren Speicherkapazität jeweils 1 KB beträgt. Eine Ausnahme bildet die Platine des Spiels Schach. Sie enthält 6 KB Festwert- und 2 KB Arbeitsspeicher nebst spezieller Ansteuerungselektronik. Das Design der gelben Steckmodulgehäuse stammt von Nicholas F. Talesfore, die Aufkleber gestaltete der Künstler Tom Kamifuji.

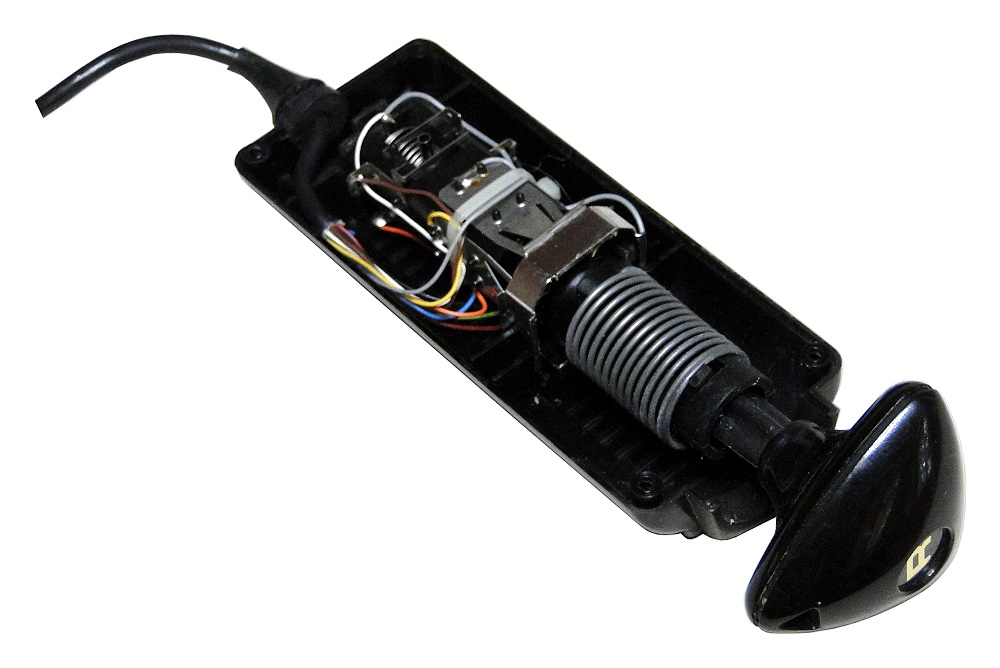
Blick ins Innenleben des Controllers
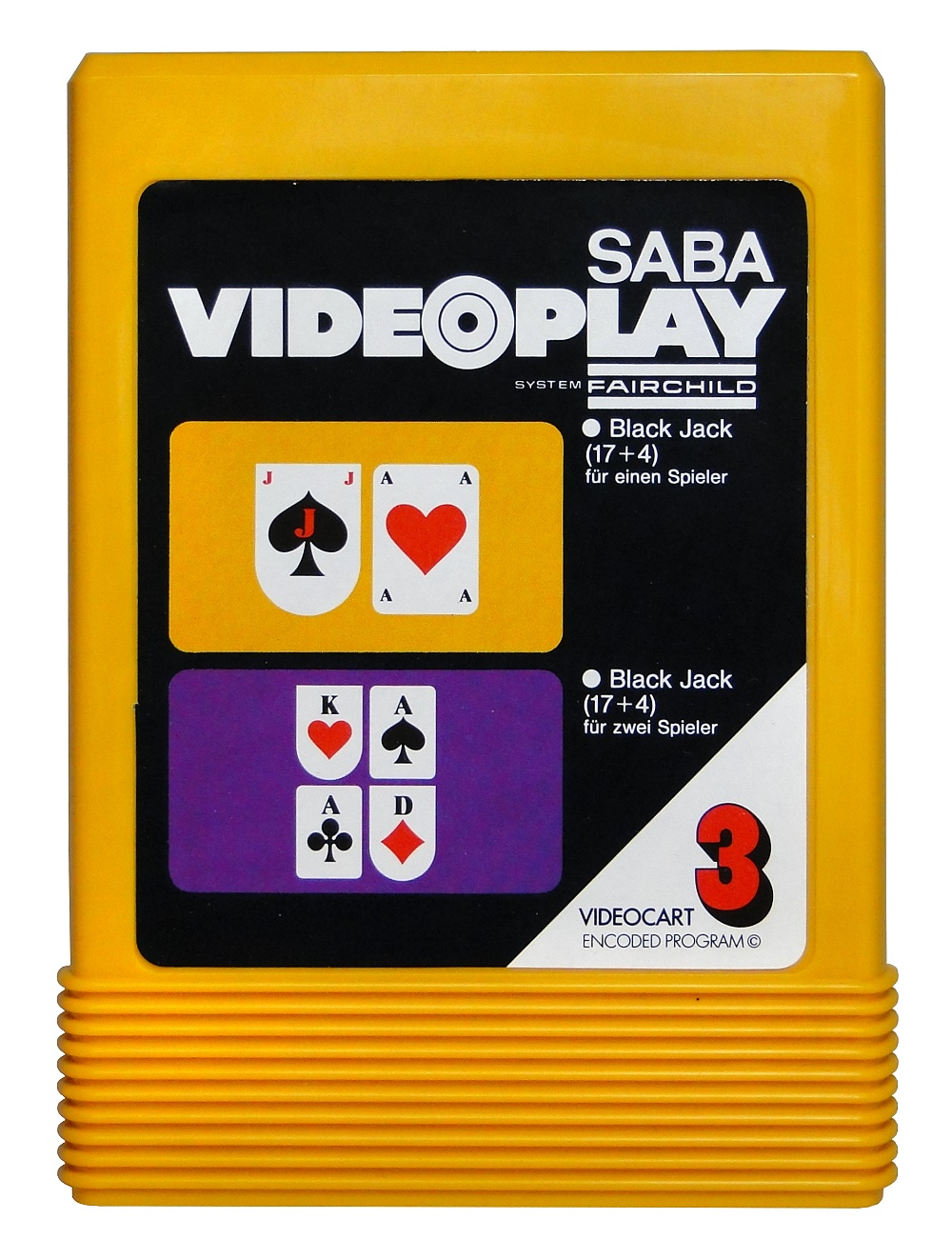
Steckmodul Black Jack von SABA
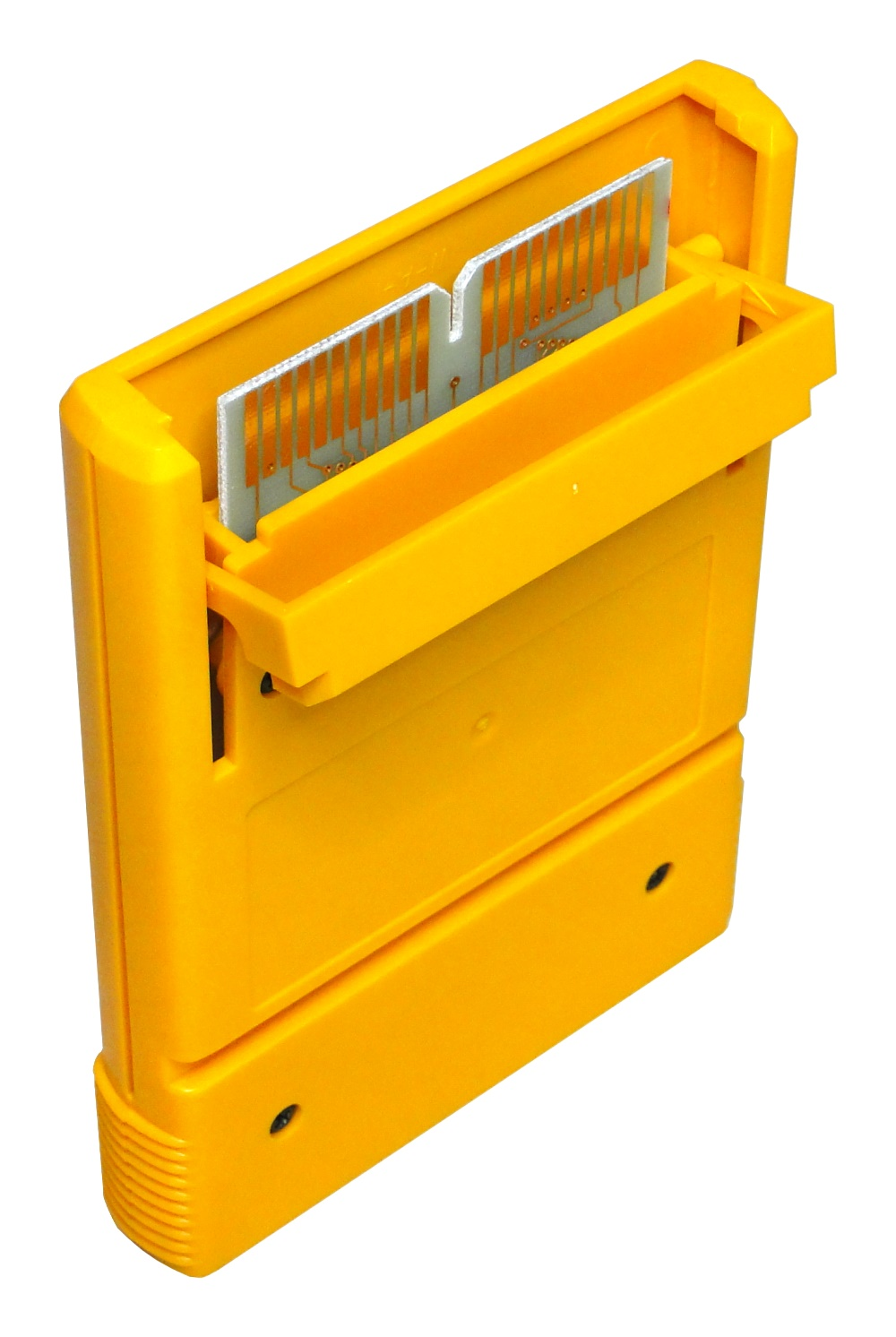
Rückseite mit geöffnetem Klappverschluss
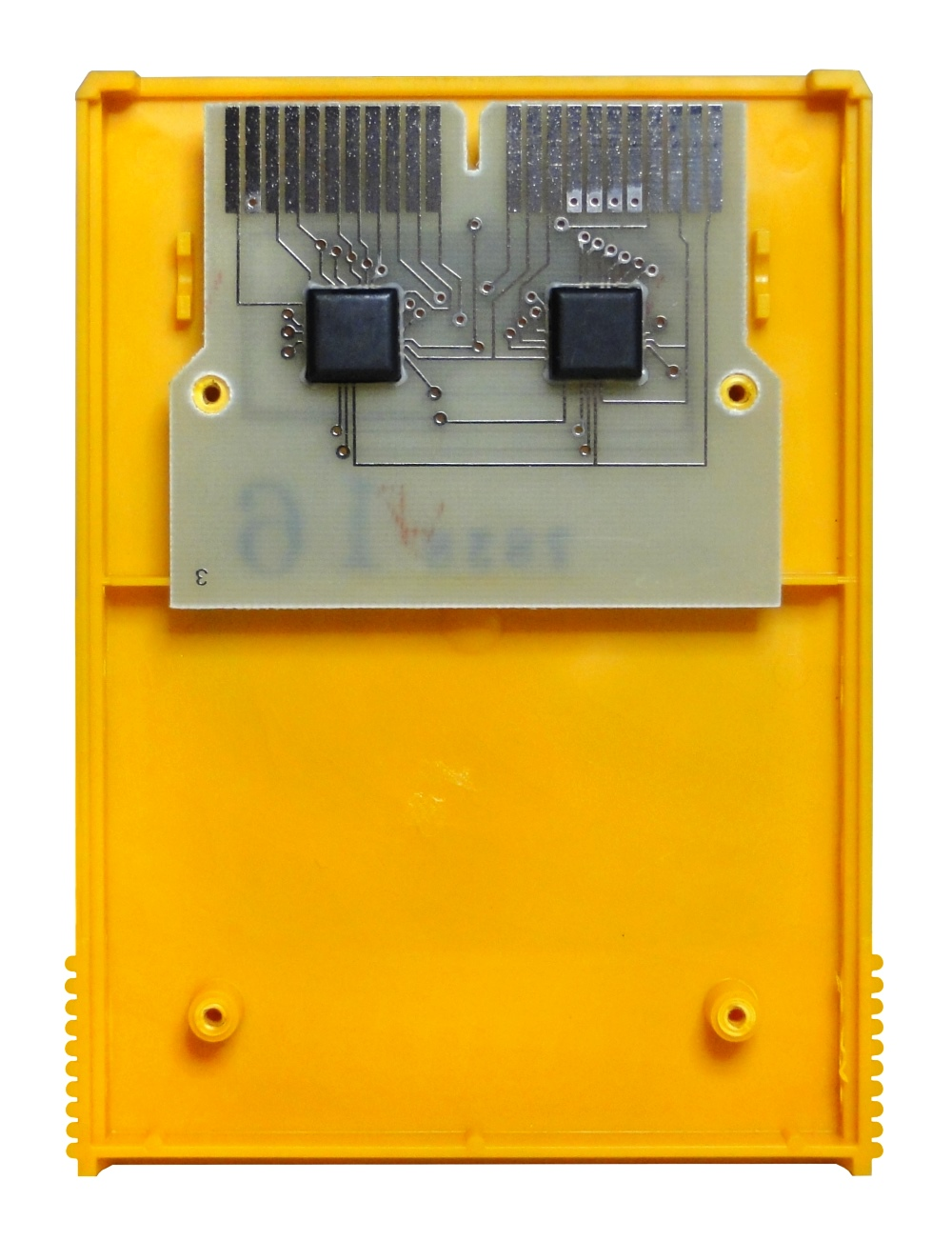
Steckmodulplatine

## Spiele
Mit Erscheinen der Konsole waren neben den fest verbauten Hockey und Tennis Ende 1976 bereits drei Steckmodule erhältlich. Jeder der von Fairchild und den Lizenznehmern herausgebrachten Spieletitel wurde deutlich sichtbar mit einer fortlaufenden Nummer versehen. Insgesamt produzierte Fairchild und die Nachfolgefirma Zircon International 26 verschiedene Spiele. Ausländische Lizenznehmer übernahmen einen Teil der Spiele, passten sie aber teilweise jeweiligen nationalen Erfordernissen an oder änderten die Nummerierung. Zudem kamen auch Eigenentwicklungen wie beispielsweise das von SABA hergestellte Spiel Schach auf den europäischen Markt.
Auflistung der in Nordamerika und Westdeutschland erschienenen Spiele
| Nr. | Titel                                                   |
| --- | ------------------------------------------------------- |
| 1   | Tic-Tac-Toe / Shooting Gallery / Doodle / Quadra-Doodle |
| 2   | Desert Fox / Shooting Gallery                           |
| 3   | Video Blackjack                                         |
| 4   | Spitfire                                                |
| 5   | Space War                                               |
| 6   | Math Quiz I                                             |
| 7   | Math Quiz II                                            |
| 8   | Magic Numbers                                           |
| 9   | Drag Strip/Race                                         |
| 10  | Maze                                                    |
| 11  | Backgammon / Acey-Deucey                                |
| 12  | Baseball                                                |
| 13  | Robot War / Torpedo Alley                               |
| 14  | Sonar Search                                            |
| 15  | Memory Match 1 & 2                                      |
| 16  | Dodge It                                                |
| 17  | Pinball Challenge                                       |
| 18  | Hangman                                                 |
| 19  | Checkers                                                |
| 20  | Video Whizball                                          |
| 21  | Bowling                                                 |
| 22  | Slot Machine                                            |
| 23  | Galactic Space Wars                                     |
| 24  | Pro Football                                            |
| 25  | Casino Poker                                            |
| 26  | Alien Invasion                                          |

| Nr. | Titel                                                        |
| --- | ------------------------------------------------------------ |
| 1   | Mühle / Tontauben-Schießen / Kreatives Malspiel / Videoscope |
| 2   | Wüstenfuchs / Tontauben-Schießen                             |
| 3   | Black Jack (17+4)                                            |
| 4   | Luftkampf                                                    |
| 5   | Kampf im Weltraum                                            |
| 6   | Magische Zahlen: Gedankenlesen / Nim                         |
| 7   | Autorennen                                                   |
| 8   | Labyrinth                                                    |
| 9   | Backgammon                                                   |
| 10  | Baseball                                                     |
| 11  | Robot-Jagd / Torpedo                                         |
| 12  | Sonar-Peilung                                                |
| 13  | Memory                                                       |
| 14  | Völkerball                                                   |
| 15  | Barriere                                                     |
| 16  | Rat’ mal                                                     |
| 17  | Kickball                                                     |
| 18  | Bowling                                                      |
| 19  | Odyssee im Weltraum                                          |
| 20  | Schach                                                       |

| Nr. | Titel                                            |
| --- | ------------------------------------------------ |
| 1   | Mühle / Tontaubenschießen / Malspiel / Videoskop |
| 2   | Wüstenfuchs / Tontaubenschießen                  |
| 3   | Black Jack (17 + 4)                              |
| 4   | Luftkampf                                        |
| 5   | Kampf im Weltraum                                |
| 6   | Magische Zahlen: Zahlenraten / Nim               |
| 7   | Autorennen                                       |
| 8   | Irrgarten                                        |
| 9   | Backgammon / Acey-Deucy                          |
| 10  | unbekannt                                        |
| 11  | Krieg der Roboter / Torpedo-Kampf                |
| 12  | U-Boot-Jagd                                      |
| 13  | unbekannt                                        |
| 14  | Völkerball                                       |
| 15  | Flipper                                          |

| Nr. | Titel                                        |
| --- | -------------------------------------------- |
| 1   | Mühle / Entenjagd / Malspiel / Computermalen |
| 2   | Wüstenfuchs / Tontauben-Schießen             |
| 3   | Blackjack (17+4)                             |
| 4   | Luftkampf                                    |
| 5   | Kampf im All                                 |
| 6   | Rechenrätsel 1                               |
| 7   | Rechenrätsel 2 (vermutlich nicht erschienen) |
| 8   | Magische Zahlen                              |
| 9   | Rennbahn                                     |
| 10  | Irrgarten                                    |
| 11  | Backgammon                                   |
| 12  | Baseball                                     |
| 13  | Roboterkampf / Seeschlacht                   |
| 14  | Schiffe versenken (Sonar)                    |

## Rezeption

### Zeitgenössisch
Noch vor Erscheinen der Konsole äußerte sich die US-amerikanische Zeitschrift Popular Electronics zu Fairchilds neuem Gerät. Die Möglichkeit, Spiele als Programm zu laden und damit wechseln zu können, mache die computerbasierte Konsole einzigartig. Dieses neue Konzept werde einen neuen Trend in der Videospielebranche setzen. Es eröffne zudem völlig neue Einsatzfelder für den heimischen Fernseher beispielsweise durch Lernspiele. Die vorstellbaren Gebrauchsmöglichkeiten seien praktisch unbegrenzt.
Mit dem Video Entertainment System von Fairchild sei die „zweite Generation“ von Geräten auf den Videospielemarkt gekommen, so der Eindruck von Robert M. Bogursky in einer 1977 veröffentlichten wissenschaftlichen Studie. Er führt weiter aus, dass die mikroprozessorgesteuerte Konsole mit ihren ROM-Steckmodulen die Welt der Fernsehspiele revolutioniert habe. Es sei eine unbegrenzte Anzahl von Spielemöglichkeiten für ein und dasselbe Gerät möglich geworden. Der Buchautor Len Buckwalter schreibt ebenfalls 1977, dass das Gerät nie langweilig werden würde, so wie es noch bei den Konsolen ohne Mikroprozessor der Fall gewesen sei. Zur besseren Illustration für die damalige Leserschaft verglich er Fairchilds Konsole mit einem Schallplattenspieler, bei dem man je nach Geschmack und Interesse nur die Schallplatten auszutauschen brauche. Neben den größtenteils positiven Eindrücken benennt Buckwalter jedoch auch Mängel: Die Bewegungsabläufe in actionlastigen Spielen seien „ruckelig“ und die Controller gewöhnungsbedürftig. Es könne mit ihnen nicht „mit dem nötigen Feingefühl“ gesteuert werden, wie man es noch von den Drehreglern der älteren Konsolen kenne. Anfang 1978 betitelt John Butterfield im Starlog-Magazin das Fairchild Video Entertainment System als den „spektakulärsten Fernsehcomputer“, der als „Spielzeug“ verkauft werde. Man mutiere mit Fairchilds Konsole „ganz plötzlich“ zu einem „Fernsehfreak der nächsten Stufe“, denn nun sei es möglich, aktiv in das vom Fernseher gezeigte Geschehen einzugreifen. Im Vergleich mit dem kurz zuvor erschienenen Atari VCS 2600 sei Fairchilds Gerät in den Augen vieler Benutzer das „komplexere“ und „interessantere“ System.

### Retrospektiv
Nachdem Fairchild sein Engagement im Videospielebereich aufgegeben hatte, spekulierte die US-amerikanische Zeitschrift Radio Electronics bereits 1982, dass es ohne die Verzögerungen bei den FCC-Abnahmen zu einer weitaus größeren Verbreitung der Konsole hätte kommen können. Auf den auch 1983 schon nur geringen Bekanntheitsgrad geht ein Bericht im Computermagazin Video Games ein, der den sprechenden Titel „Channel F: Das System, das niemand kennt“ trägt. Unbekannt sei es zwar, dennoch aber das erste Gerät seiner Art, das für einen „unendlichen Nachschub neuer Steckmodule“ ausgelegt war. Ohne diese Entwicklung sei der neueste Stand der Videospieletechnik undenkbar. Fairchilds Spiele seien 1983 zwar audiovisuell vergleichsweise primitiv, aber einige von ihnen könnten immer noch fesseln, auch wenn die zur Steuerung benötigten Joysticks durch ihre vielen Funktionalitäten schwer zu handhaben seien.

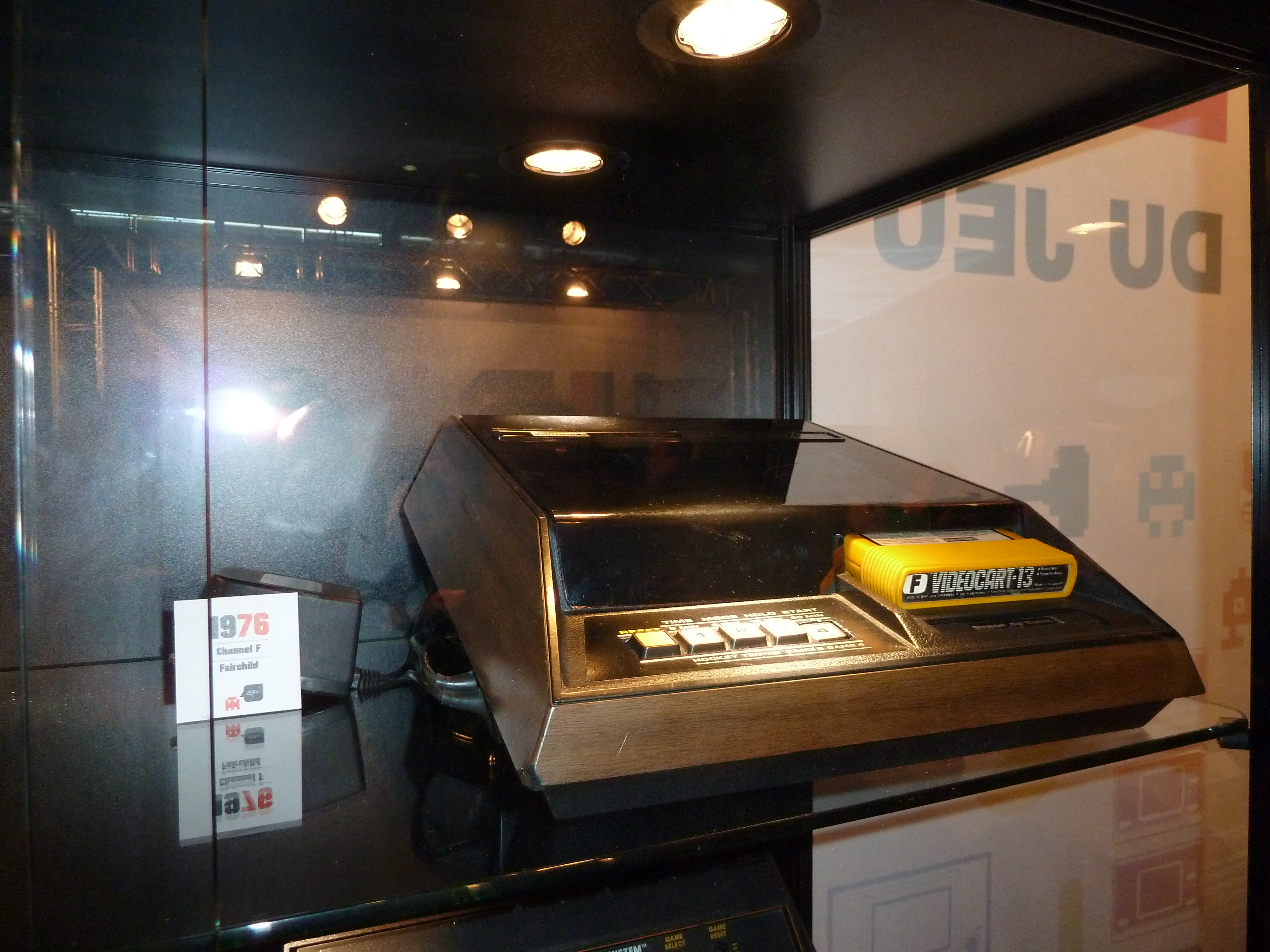
Channel F mit eingestecktem Spielmodul als Ausstellungsstück

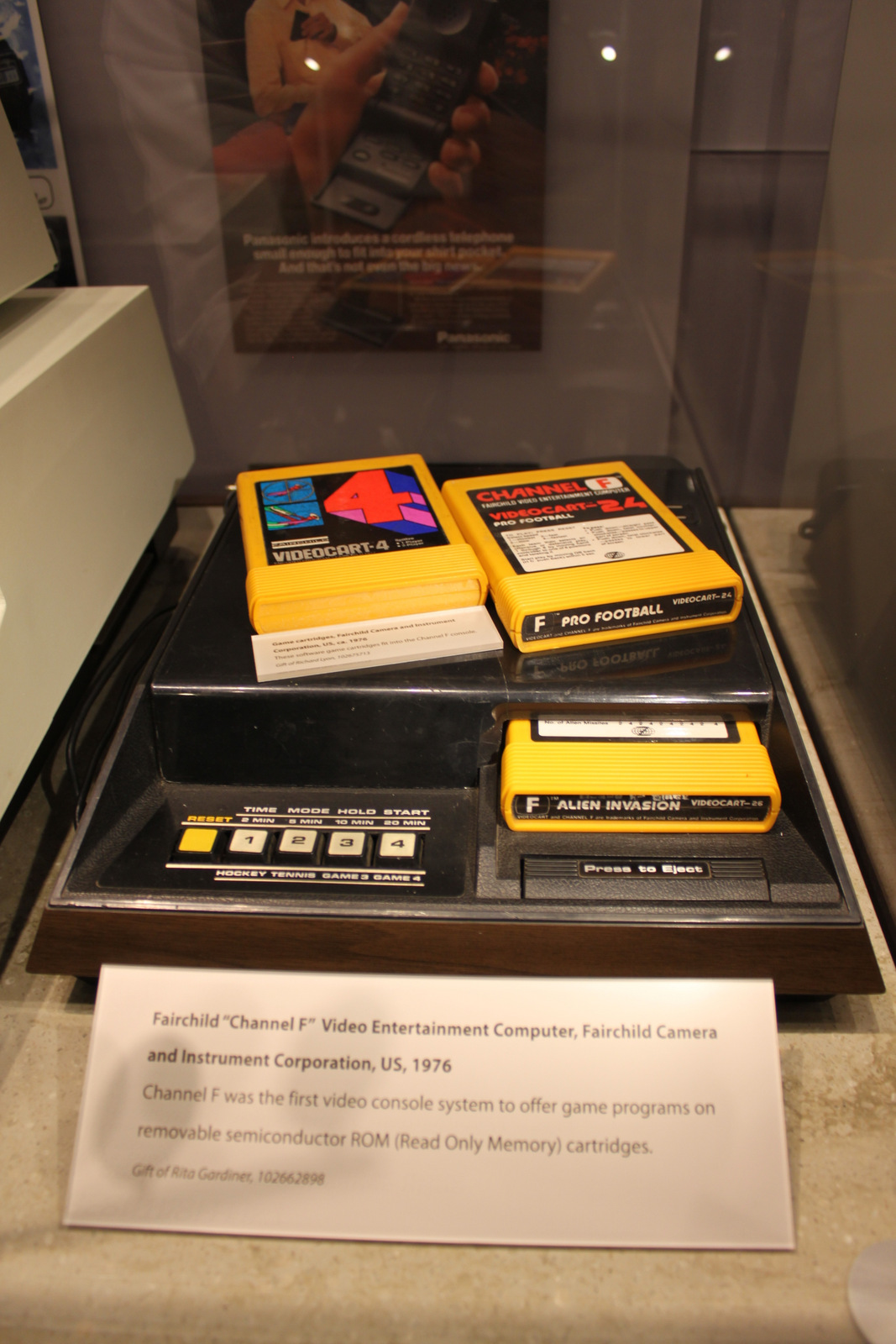
Channel F im Computer History Museum

Auch Jahrzehnte später wird die Konsole übereinstimmend als erste ihrer Art eingeordnet. Sie hat nach Meinung vieler Autoren zudem weitere Meilensteine in der Videospielgeschichte und -kultur gesetzt. Allerdings sei Fairchilds Gerät auch im Jahr 2012 noch weitestgehend unbekannt, was der Kommunikationswissenschaftler Zach Whalen durch die überspitzte Formulierung „Channel F for Forgotten“ prominent zum Ausdruck bringt. Neben den offensichtlichen Neuerungen wie dem Mikroprozessor und den wechselbaren Steckmodulen konnte mit der Channel F erstmals auch ein Spiel pausiert und Spieleparameter im laufenden Betrieb geändert werden. Zudem konnte ein Spieler nun gegen den Computer antreten – ein Novum in der damaligen Zeit. Die Konsolen älterer Bauart beispielsweise hätten noch einen menschlichen Gegenspieler vorausgesetzt, so der Journalist Benj Edwards im Jahr 2016. Durch die bei ihrem Erscheinen völlig neuartige Technik leide die Konsole jedoch auch an Mängeln, wie Tim Miller bereits im Jahr 2002 schrieb: Die Tonausgabe über den internen Lautsprecher sei suboptimal, der Netzschalter an der schwer zugänglichen Rückseite des Gerätes angebracht und die Joysticks seien nicht von der Konsole durch Steckverbindungen separierbar. Edwards führt im Jahr 2015 zu den Joysticks aus, dass sie trotz ihres „einmaligen Designs“ bei Spielern und Kritikern auf wenig Gegenliebe gestoßen seien, aber für die „einfachen Spiele ihrer Zeit“ völlig ausreichend gewesen wären. Die Sachbuchautoren Winnie Forster und Stephan Freundorfer bezeichnen die „schicken schwarzen Channel-F-Controller“ mit ihrem „ungewöhnlichen Design“ als „multifunktional“, wodurch sie aber auch „umständlich“ und daher „gewöhnungsbedürftig“ seien.
In Hinblick auf die wirtschaftshistorische Bedeutung von Fairchilds Konsole merkt Edwards an, dass ihr Erscheinen die Entwicklung auch anderer Konsolen mit Mikroprozessoren wie Studio II von RCA Corporation und Atari VCS 2600 erheblich beschleunigt habe. Den Hauptgrund für die schnell nachlassenden Verkaufserfolge von Fairchilds Gerät sieht Whalen in der gegenüber dem Atari VCS 2600 nur beschränkten Spieleauswahl. Edwards unterstützt diese These und führt darüber hinaus aus, dass der Hersteller das Gerät lediglich als Mittel zum Zweck – für bessere Verkäufe seiner Halbleiterprodukte – auf den Markt gebracht habe. Für Atari dagegen sei stets der „Spaßfaktor“ Maxime des Handelns gewesen. Da Atari im Gegensatz zu Fairchild nicht an einen einzelnen Chiphersteller gebunden war, hätten auch die Preise sehr viel freier gestaltet werden können. Die Ursachen für das wirtschaftlich schlechte Abschneiden von Fairchilds System seien laut Edwards daher in erster Linie beim Hersteller selbst zu suchen.
Mit der Einführung der mikroprozessorgesteuerten Spielkonsolengeneration habe sich das Wirtschaften nach dem Rasierklingenmodell auch in der Videospieleindustrie etablieren können. Durch den Verkauf möglichst vieler Konsolen – falls nötig, auch verlustbehaftet – versuchten die Hersteller möglichst schnell eine hohe Marktdurchdringung zu erreichen. Der eigentliche Gewinn komme mit den sich anschließenden margenstarken Verkäufen von Software, die vergleichsweise günstig herstellbar und verteilbar sei, so Edwards und der Kommunikationswissenschaftler Mark D. Crucea.
Fairchilds Konsole ist ständiges Ausstellungsstück in verschiedenen Computermuseen, darunter das Computerspielemuseum Berlin und das kalifornische Computer History Museum.